# Женская сборная Намибии по хоккею на траве
Женская сборная Намибии по хоккею на траве — женская сборная по хоккею на траве, представляющая Намибию на международной арене. Управляющим органом сборной выступает Союз хоккея на траве Намибии (англ. Namibia Hockey Union).

## Результаты выступлений

### Всеафриканские игры
- 1995 — 4-е место
- 1999 — 4-е место
- 2003 — 6-е место

### Чемпионат Африки по хоккею на траве
- 1990 —
- 1994 —
- 1998 — не участвовали
- 2005 —
- 2009—2013 — не участвовали

### Игры Содружества
- 1998 — ниже 4-го места (не ранжировано)
- 2002—2014 — не участвовали

### Юношеские Олимпийские игры
- 2018 — 8-е место

### Юношеские Африканские игры
- 2018 —

### Чемпионат мира (индор-хоккей)
- 2003—2007 — не участвовали
- 2011 — 10-е место
- 2015 — не участвовали
- 2018 — 9-е место

## Текущий состав
Заявка на чемпионат мира по индор-хоккею 2018 года
1. Петро Стоффберг (вратарь)
2. Йоселле Дейсел
3. Сюзанна ван Лилл
4. Сунелле Людвиг
5. Киана-Че Кормак
6. Джини Хольц
7. Дюре Босхофф
8. Марсия Вентер
9. Магрет Менго (капитан)
10. Ина Луис
11. Джиллиан Херманус
12. Джеррика Бартлетт
13. Фи Гербер
14. Йиванка Крюгер
15. Сонет Краус (вратарь)
16. Беренсия Даймонд (вратарь)

Тренер — Эрвин Хандура, ассистент — Дэвид Страусс, менеджер — Терсия Вентер, физиотерапевт — Таня ван Вен, тренер по физподготовке — Мануэль Карбальо.